# Monaco Franze – Der ewige Stenz

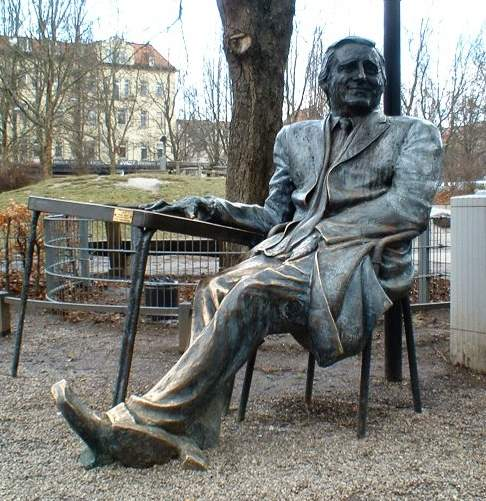
Denkmal an der Münchner Freiheit – Helmut Fischer in seiner Rolle als Monaco Franze

Monaco Franze – Der ewige Stenz ist eine zehnteilige deutsche Fernsehserie um die gleichnamige Hauptfigur, überwiegend unter der Regie von Helmut Dietl.

## Figuren und Handlung
Hauptfigur ist der Münchner Lebemann und „ewige Stenz“ (Frauenheld) Franz Münchinger. Im Freundeskreis nennt man ihn, nach der italienischen Bezeichnung für München, „Monaco Franze“. Der Mitt- bis Endvierziger ist auf eine natürliche Weise charmant. Er legt Wert auf ein légères und trotzdem bürgerliches „Gewand“: Ohne Krawatte, Sakko sowie gegebenenfalls Hut und Trenchcoat verlässt er eigentlich nie das Haus. Jeans, Lederblouson oder schrille Collegejacke trägt Monaco nur, wenn er ein besonders junges „Fräulein“ beeindrucken möchte. Mit der wohlhabenden Annette von Soettingen „gut“ verheiratet, nennt er seine Gattin liebevoll „Spatzl“. Mit ihr lebt er in einer großen Wohnung in München-Schwabing. Im Unterschied zu Annette, die ein beinahe tadelloses Standardhochdeutsch spricht, hört man bei Monaco stets den Münchner Einschlag heraus.
Indes stammt Münchinger aus kleinen Verhältnissen. Er wurde in einem Münchner Arbeiterviertel, dem Westend, in der Kazmairstraße, geboren. Sein leiblicher Vater ist unbekannt, der spätere Stiefvater Xavier Münchinger war Änderungsschneider. Selbst ein uneheliches Kind, ist „Monaco Franze“ ebenfalls Vater eines ohne Trauschein gezeugten Sohnes; den Jungen gebar ihm, rund 20 Jahre vor Einsetzen der Handlung (Anfang der 1980er Jahre), Lisi Schleibinger, die inzwischen als Gastwirtin ihren Lebensunterhalt bestreitet. Münchingers Sprössling geht auf ein Internat, dessen Besuch nicht Franz, sondern Annette bezahlt (in der Serie ist von Münchingers Sohn nur zweimal die Rede, er taucht nie persönlich auf). Zu Beginn der Serie ist Münchinger noch Kriminalkommissar, dann Frühpensionär, Privatdetektiv und zuletzt Privatier.
Die mit Monaco in etwa gleichaltrige Annette heißt seit ihrer Hochzeit mit Nachnamen zwar Münchinger, führt aber nach außen hin ihren Mädchennamen von Soettingen weiter. Während ihr späterer Gatte in Armut aufwuchs, verbrachte sie eine unbeschwerte Kindheit auf dem „riesigen“ Rittergut ihres Vaters, im niederschlesischen Wirrwitz. Zu Beginn des Zweiten Weltkriegs, als Annette noch ein kleines Mädchen war, verkaufte die Familie den Besitz und siedelte nach St. Gallen, in der Schweiz, über. Das so vor den Kriegswirren bewahrte Vermögen verspekulierte der Vater in den Nachkriegsjahren. Nach dem Tod des Vaters machte Annettes Mutter erneut eine „reiche Partie“. Seitdem jedoch ging es mit dem Wohlstand derer von Soettingen langsam aber stetig bergab. Annette ist umsichtiger und pragmatischer als Monaco. Ihm gegenüber ähnelt sie oft sogar weniger einer Ehefrau, als vielmehr einer mütterlichen Ratgeberin und Trösterin.
Annette und Monaco lieben einander, dennoch spielt die soziale Kluft zwischen ihnen eine Rolle, und so gleicht beider Ehe einer Mesalliance. Annette ist offenbar sehr vermögend: Die geräumige großbürgerlich eingerichtete gemeinsame Wohnung trägt allein ihre Handschrift und ist ihr Eigentum. Annette betreibt einen Antiquitätenladen, interessiert sich für Malerei und Oper und pflegt regelmäßigen Umgang mit den Angehörigen des gehobenen Münchener Milieus („Schickeria“). Dagegen wirkt Franz, als vergleichsweise einfacher Angehöriger der Münchener Polizei, wie ein Kleinverdiener. Der von ihm genutzte cremefarbene Chevrolet Camaro (1970) scheint denn auch eine Nummer zu groß für seinen schmalen Beamtensold zu sein; es bleibt indes unklar, ob das teure Auto ein Geschenk seiner Frau an ihn ist. Gegenüber den kulturbeflissenen Aktivitäten seiner Frau und deren snobistischen Freunden hegt „Monaco Franze“ eine kaum verhohlene Aversion. Darum versucht er immer wieder, gemeinsamen Theater-, Opern- und Galeriebesuchen auszuweichen – oft unter Angabe fadenscheiniger Ausreden. Dabei muss ihm sein bester Freund und Polizeikollege, Manfred „Manni“ Kopfeck, – oft nur widerwillig  – assistieren. Annette durchschaut die Manöver ihres Angetrauten allerdings meistens, konfrontiert ihn aber nicht, sondern versucht, ihn geschickt zu lenken. Zu beider Umfeld zählen ferner die grantelnde Köchin und Aufwärterin Irmgard sowie Annettes zahnspangentragende und deshalb lispelnde Ladengehilfin Olga, die sich distinguiert gibt, doch insgeheim auf ihre Chefin neidisch ist. Beide stehen mit Annettes herum schlawinernden Gatten auf Kriegsfuß.
Franz Münchinger kompensiert seinen ärztlich diagnostizierten Standes- und Bildungskomplex regelmäßig mit außerehelichen Liebschaften. Im weiteren Verlauf der Handlung (am Ende der zweiten Serienfolge) wird der mit Arbeit und Affären auch körperlich zusehends überforderte „Monaco Franze“ mit einem Invaliditätsgrad von 80 Prozent frühpensioniert. Äußerlich sind Münchinger seine Gebrechen (Taubheit auf dem rechten Ohr, schlechte Reflexe) jedoch nicht anzusehen. Aus Langeweile verdingt er sich bald als Privatdetektiv – und stellt weiterhin jüngeren Damen nach. Obwohl Münchinger sich mit einiger Raffinesse um Diskretion bemüht, weiß seine ihm intellektuell ebenbürtige, nur manchmal zu gutgläubige Gattin meist um die Seitensprünge und toleriert gelassen. Nur zweimal kommt es, aufgrund von Monacos Sprunghaftigkeit, zu mehr oder weniger langen Trennungen, unter denen aber beide leiden. Als in der letzten Folge Monaco in Alkoholismus und Obdachlosigkeit abrutscht, kehrt Annette zurück, um ihn vor dem Schicksal einer „gescheiterten Existenz“ zu bewahren.

## Folgen
| Nr. | Titel                             | Erstausstrahlung |
| --- | --------------------------------- | ---------------- |
| 1   | Ein bissel was geht immer         | 2. März 1983     |
| 2   | Die italienische Angelegenheit    | 9. März 1983     |
| 3   | Kalt erwischt!                    | 16. März 1983    |
| 4   | Der Friedensengel                 | 23. März 1983    |
| 5   | Der Herr der sieben Meere         | 30. März 1983    |
| 6   | Mehr seelisch, verstehn’s?        | 6. April 1983    |
| 7   | Ein ernsthafter älterer Herr      | 13. April 1983   |
| 8   | Macht’s nur so weiter!            | 27. April 1983   |
| 9   | Wo ist das Leben noch lebenswert? | 4. Mai 1983      |
| 10  | Abgestürzt                        | 11. Mai 1983     |

### Ein bissel was geht immer
Monaco genießt als alternder Stenz die Freiheiten, die seine Frau ihm lässt. Manchmal muss er allerdings ein bisschen nachhelfen. So etwa, wenn sie ihn zu einem Opernbesuch mit ihren Freunden aus der „besseren Gesellschaft“ mitnehmen möchte. Er schiebt eine dringende Fahndung vor, und sein Freund Manni muss ihm beistehen.
Statt einer dienstlichen Fahndung leiten die beiden jedoch die Suche nach einer jungen Frau ein, die Monaco vor kurzem kennengelernt hat. Obwohl er seinen Charme spielen ließ, gab die Angebetete weder ihren Namen noch ihre Adresse preis. Mit kriminalistischem und milieubasiertem Spürsinn sowie mit Mannis Hilfe versucht er, sie im Münchner Nachtleben aufzuspüren. Doch auch das junge „Fräulein“ hat die Zufallsbegegnung mit Monaco nicht vergessen. Mit Unterstützung ihrer Zahntechniker-Kollegin Waltraud will sie den von ihr als „besseren Herrn“ und „Gentleman“ beschriebenen Monaco wiederfinden, der ihrer Ansicht nach aus „Bogenhausen, Herzogpark oder mindestens besseres Schwabing“ kommen muss.
Annette kann ihren Mann schließlich dazu überreden, beim nächsten Opernbesuch mitzukommen. Als eher bodenständiger Lebemann interessiert er sich aber überhaupt nicht dafür. Vor allem graut ihm vor dem im Anschluss geplanten Umtrunk mit Annettes kulturbeflissenen Freunden. Listig befragt er nach der Vorstellung den angesehenen Opernkritiker der Süddeutschen Zeitung, damit er weiß, ob er die Inszenierung gut oder schlecht finden soll. Während Annettes Freunde die Vorstellung überschwänglich loben, äußert sich Monaco sehr abschätzig („A rechter Scheißdreck war’s!“) – er kennt ja den Verriss des Musikkritikers. Es kommt zum Eklat. Als sein Urteil aber direkt nach dem Verlassen des Gasthauses mit der Opernkritik in der Frühausgabe der Zeitung untermauert wird, ist ihm Annette nicht länger böse und nun sogar auf seiner Seite.

### Die italienische Angelegenheit
Münchinger ist mit der Aufklärung von Schutzgelderpressungen in italienischen Gaststätten betraut. Das nutzt er hauptsächlich dazu, seine Liebschaften zum Essen auszuführen und ihnen mit seiner scheinbar gefährlichen Mission zu imponieren. Auch verschafft ihm die „italienische Angelegenheit“ ein hervorragendes Alibi, seine nächtlichen Abenteuer vor seiner Annette zu kaschieren. Als ihn seine Geliebte Elli (die junge Dame aus der ersten Folge) in einem der beschatteten Lokale mit einer anderen seiner Affären (Dolly Dollar) erwischt, kündigen ihm beide die Beziehung auf. Um ihren Mann besser kontrollieren zu können, lässt ihn Annette von ihrem Freund Prof. Hallerstein, – der sie verehrt, ihren Monaco aber nicht ausstehen kann –, untersuchen und für dienstunfähig erklären. Und so wird Monaco, gegen seinen Willen, in den vorzeitigen Ruhestand versetzt.
Der in der Folge wiederholt fallende Kommentar zu Ellis melodramatischem Verhalten („Immer des Gschiss mit der Elli“) wurde über München hinaus zeitweilig zu einem geflügelten Wort.

### Kalt erwischt
„Tierpark-Toni“, ein durchtriebener Münchner Gauner, der seine Tricks mit Hilfe von Tieren ausführt, wurde seinerzeit von Monaco eingebuchtet. Nachdem er seine Haft in Stadelheim abgesessen hat, möchte er sich rächen. Mit zwei Gaunerkumpanen heckt „Tierpark-Toni“ einen perfiden Plan aus: Nicht nur, dass er bei Monaco und den Freunden seiner Frau die Autoreifen zerstechen lässt; er versucht auch, dem ewigen Casanova eine diesmal besonders innige Liebesaffäre anzudichten, um ihn bei seiner geliebten Gattin Annette endlich in Ungnade fallen zu lassen. Frühpensionär Monaco ahnt derweil nichts Böses. Er vertreibt sich die Zeit, indem er bei der Pensionskasse auf die traditionelle Barauszahlung seiner Bezüge besteht und die Überweisung auf ein Girokonto hartnäckig ablehnt. Als man seinem Gesuch endlich entspricht, bittet Monaco schließlich doch noch um die zeitgemäße Auszahlung per Überweisung der inzwischen aufgelaufenen 30.000 DM. Daneben verfolgt Monaco weiterhin seine „Spielereien“, bandelt also mit jungen Frauen wie dem „Fräulein Ingeborg“ (Veronika Faber) an, die er vormittags in Waschsalons als vermeintlicher Privatdetektiv „aufreißt“. Am Ende misslingt „Tierpark-Tonis“ Intrige nur knapp. Annette verlangt jedoch, dass ihr Mann die nicht mehr seinem Alter entsprechende Schürzenjägerei beendet und sich eine seriöse Beschäftigung sucht. Prompt eröffnet Franz seine Detektei Monaco.

### Der Friedensengel
Plötzlich und unerwartet taucht eine fünf Jahre zurückliegende Schweizer Liebschaft (Hilde Ziegler) samt Ehemann (Walo Lüönd) in München auf, an die sich der Monaco Franze zunächst nicht erinnern kann. Da die Schweizerin ihn über die Jahre jedoch einfach nicht vergessen konnte, ist auch der Ehemann inzwischen davon überzeugt, dass es das Beste sei, Monaco und seine Frau kämen noch einmal zusammen. Monaco ist davon gar nicht begeistert, möchte er sich doch ungern zu sehr binden. Nach einigen Kapriolen kann die Schweizer Ehe dann auch wieder gekittet werden. Monaco jedoch muss zumindest zeitweise zu Hause aus- und in seine Detektei-Räume einziehen. Nebenbei ist zu erfahren, dass Monaco Annette einst, noch als Polizist, vor den Machenschaften eines betrügerischen Barons (und mutmaßlichen Heiratsschwindlers) bewahrte, und dann selbst mit Annette anbandelte.

### Der Herr der sieben Meere
Der Fasching steht an und Monaco und sein bester Freund Manni wollen da nicht fehlen. Annette will den Fasching wie jedes Jahr in ihren gut situierten Kreisen verbringen, diesmal auf dem legendären Maskenball von Staatssekretär Dr. Braun. Monaco jedoch hindert ein grippaler Infekt daran, sie zu begleiten, was ihm recht gelegen kommt.
Als er auch am Faschingssamstag das Bett hütet, ruft Manni Kopfeck an und überredet ihn, mit auf den Faschingsball im Donnersberger Hof zu gehen. Dort ist die traditionelle Wirtschaft allerdings einem Fast-Food-Betrieb gewichen, so erzählt ihnen der Wirt (Fritz Straßner); der Ball finde also heuer nicht statt. Enttäuscht beschließen die beiden, den Abend zu beenden, und Manni fährt Monaco wieder nach Hause. Dort angekommen muss er feststellen, dass er seinen Hausschlüssel in der Wohnung vergessen hat. Da er auf keinen Fall nach seiner Frau in der gemeinsamen Wohnung eintreffen will, da der Schwindel dann aufgedeckt würde, stürzen sich die beiden wieder ins nächtliche Getümmel, um nach einem altbekannten Kriminellen zu suchen, der für sein Talent bekannt ist, verschlossene Türen zu öffnen.
Im Nachtleben trifft Monaco auf seine alte Liebschaft Lilly (Michaela May) und begleitet sie nach Hause. Zu seinem Bedauern erfährt er, dass seine frühere Angebetete nun ein Kind hat und sie ohnehin nur darauf aus ist, über Monacos Kontakte zur „besseren Gesellschaft“ an eine größere Wohnung zu kommen. Enttäuscht macht sich Monaco auf den Heimweg. Annette ist zur gleichen Zeit auf ihrem gediegenen Maskenball ziemlich angetrunken, schnappt sich nach einem Annäherungsversuch Dr. Schoenferbers Porsche und fährt davon.
Als Monaco am folgenden Morgen übernächtigt heimkommt, findet er nur die Haushälterin Irmgard vor, von seiner Frau fehlt jede Spur. Verzweifelt leitet Monaco alles in die Wege, um Annette wiederzufinden. Erst am Aschermittwoch taucht sie gut gelaunt wieder auf und lässt ihn im Unklaren darüber, wie sie das Faschingswochenende verbracht hat.

### Mehr seelisch, verstehn’s?
Annette hat sich vor drei Tagen von Monaco getrennt, der darum in seine Detektei-Räume eingezogen ist. Trotzdem kontrolliert ihn dort seine Frau ab und an mit anonymen Anrufen („Merkwürdig: Seitdem er nicht mehr zuhause ist, ist er immer zuhause.“). Monaco muss sich jetzt seiner Vermieterin erwehren, die ihm (zu Recht) eine vertragswidrige Nutzung des Büros als Privatwohnung unterstellt. Während Monaco in einem seelischen Tief steckt und für 10.000 DM sogar seinen Camaro verkaufen will, weil der nicht mehr zu ihm passe, erfreut sich Annette der neu gewonnenen Freiheit: Endlich kann sie in ihrer Wohnung wieder ungestört klassische Musik hören, einen Vortrag über die als exklusiver Urlaubsort aufkommenden Seychellen besuchen und außerdem Monaco weismachen, dass sie jetzt diversen Männerbekanntschaften frönt.
Monacos Ex-Kollege Manni Kopfeck bearbeitet unterdessen eine Serie von Handtaschendiebstählen, bei denen die Dogge „Francis“ die Beute ihrem Herrchen „Tierpark-Toni“ zu apportieren scheint. Dem Gauner ist jedoch vorerst nichts zu nachzuweisen. Toni hat allerdings nicht nur ein „Ding“ am Laufen. Er nimmt mit Annette Kontakt auf, um alte Heiligenfiguren über deren Antiquitätengeschäft zu verkaufen. Toni lässt die hölzernen Kunstobjekte allerdings zuvor zersägen und mit Rekonstruktionen ergänzen, um so zwei Originale verkaufen zu können.
Monaco kann derweil seinen Freund Manni zu einem spontanen gemeinsamen Urlaub überreden. Doch statt des von Manni erhofften FKK-Urlaubs setzt Monaco einen geruhsamen Klosteraufenthalt durch. Die gebuchten „Stillen Tage in Maria Stein“ sind geprägt von frühem Aufstehen, spartanischen Mahlzeiten, Schweigeboten und strengen Exerzitien. Als dann aber Annette wegen der „Fälschungen“ von der Polizei verhaftet wird, brechen die beiden ihren „Abenteuerurlaub für die Seele“ ab und Monaco eilt seinem Spatzl zu Hilfe.
Zu guter Letzt lösen sich alle Erzählstränge in Wohlgefallen auf: Die Heiligenfiguren stammen aus dem Besitz eines sammelwütigen Priesters, der diese aus Kirchen stahl. Der Geistliche wurde inzwischen jedoch für schuldunfähig erklärt, womit der Diebstahl nicht mehr strafrechtlich verfolgt wird. Weil aber die Substanz der im Auftrag von „Tierpark-Toni“ manipulierten Heiligenfiguren jeweils zu mindestens einem Drittel aus Originalteilen bestand, gelten sie rechtlich nicht als Fälschungen, sondern nur als handwerklich ergänzt. Damit entfällt auch der Vorwurf des Betrugs. Nachdem eine dieser dubiosen Figuren als Geschenk für den bayerischen Kultusminister auf Staatskosten angeschafft worden ist, zeigt die Staatsmacht kein Interesse mehr an der Weiterverfolgung der peinlichen Angelegenheit. Darum kommen „Tierpark-Toni“ und Annette rasch frei. Monaco zieht wieder bei Annette ein, kündigt seiner spießigen Büro-Vermieterin – und behält sein geliebtes Pony-Car.

### Ein ernsthafter älterer Herr
Nahe seinem 50. Geburtstag, beendet Monaco sein Ermittlerlaufbahn und räumt seine Detektei. Kurz darauf macht er Bekanntschaft mit einem geläuterten Lebemann (Harald Leipnitz), der durch seinen lockeren Lebenswandel beinahe Ehe und Vermögen verloren hätte, doch jetzt ein „ernsthafter älterer Herr“ werden will. Monaco erkennt sich in ihm wieder, doch er denkt noch lange nicht daran, „seriös“ zu werden. Im Gegenteil, er schlittert jetzt erst richtig in die Midlife Crisis.
Monaco lässt sich von Friseur Loisl (Martin Sperr) die grauen Schläfen färben und lernt so seinen „Engel“ kennen: Die angeblich 19-jährige (tatsächlich aber 21-jährige) angehende Kosmetikerin Jacqueline (Olivia Pascal). Annette kämpft unterdessen mit dem Finanzamt. Sie hat den Steuerprüfer Wiesbeck (Wilfried Klaus) in ihrem Laden, während ihr geliebter Franzl zwanghaft versucht, sich mit Jogging, Squash, Schwimmbad und Sauna fit zu machen. Doch das reicht ihm noch nicht und so geht er in einem Boxverein trainieren, wo er den Klubchampion „King“ Ludwig zu einem Kampf herausfordert.
Jacqueline aber hat bereits gelernt, ihre Jugend gezielt einzusetzen. Sie trennt sich von Monaco und wendet sich einer finanziell wesentlich besser gestellten Herrenbekanntschaft zu. Trotzdem erscheint sie zu Monacos Zweikampf. Wie zu erwarten, geht Monaco schnell k.o. Als er drei Tage später im Krankenhaus wieder zu sich kommt, kann er sich gegenüber der bei ihm wachenden Annette an nichts von dem erinnern, was seit seiner Begegnung mit dem „ernsthaften älteren Herren“ passiert ist.

### Macht’s nur so weiter!
Die globale Rezession von 1982 macht vor München nicht Halt. Überall galoppieren die Preise davon: Ob an der Tankstelle, wo die Autofahrer vom Tankwart nur noch „halb voll“ statt „voll“ verlangen oder auf dem Wochenmarkt, wo billige Importware die einheimischen Produkte verdrängt und die Eierschwammerl (Pfifferlinge) nicht mehr pfundweise, sondern nur noch einzeln zu 50 Pfennig angeboten werden. So brechen auch in Annettes Antiquitätenladen die Umsätze weg. Trotz der Krise, oder auch gerade deshalb, verlangt Haushälterin Irmgard 300 DM mehr Monatslohn, Ladengehilfin möchte sogar 500 DM extra. Annette rettet die Situation mit klugen Kompromissen: für Irmgard einen Tag weniger Arbeit bei gleichem Lohn, für Olga sogar 300 DM weniger Lohn bei erhöhter Umsatzbeteiligung  – im ohnehin schwach laufenden Geschäft, aber statt Kündigung. Zu Hause reduziert Annette die Ausgaben für Lebensmittel und sonstiges drastisch. Sie erwägt sogar, ihren spritfressenden Citroën CX gegen ein kleineres, aber sparsameres Fahrzeug einzutauschen.
Dagegen scheint Monaco den Ernst der Lage nicht wahrhaben zu wollen. Zwar hat er einen Englischkurs belegt, um sich auf dem Arbeitsmarkt als Führungskraft zu empfehlen, doch zeigt der ewige Stenz im Unterricht keinerlei Ehrgeiz. Lieber genießt er die Zeit mit seinen sehr jungen Mitschülerinnen. Ihnen gegenüber gibt er sich geradezu leichtsinnig spendabel: Für ein gemeinsames Picknick zu fünft kauft er für 230 DM in einem Delikatessengeschäft ein und bezahlt légèr mit einem 1000-Mark-Schein.
Sowohl Monaco als auch Annette erinnern sich derweil unabhängig voneinander an ihre Jugendzeit – der Kontrast zur derzeitigen wirtschaftlichen Situation könnte für beide kaum gegensätzlicher ausfallen. Während Monaco frohlockt, dass es für ihn seitdem nur bergauf ging, empfindet die als Kind eines wohlhabenden Rittergutsbesitzers aufgewachsene Annette ihr gesamtes Erwachsenenleben als stetigen finanziellen Abstieg.
Als Monaco schließlich bei der nahenden Abschlussprüfung des Dolmetscherkurses zu scheitern droht, erwägt seine Frau für diesen Fall den gemeinsamen Wegzug aus dem kostspieligen München; für Monaco undenkbar. Verzweifelt versucht er seine Kursleiterin (Ulli Philipp) zu umgarnen. Die durchschaut das Spiel und schlägt Monaco vor, ihm gegen ein Bestechungsgeld von 5000 DM aus der Klemme zu helfen. Schließlich seien es momentan schwere Zeiten, und ihr Mann habe gerade selbst seine Arbeit verloren. Monaco handelt seine Lehrerin auf 3500 DM herunter – und „besteht“ erwartungsgemäß, sehr zur Freude der ahnungslosen Annette.

### Wo ist das Leben noch lebenswert?
Auf Annettes Drängen besucht Monaco mit seiner Frau einen Vortrag eines gewissen Dr. Völckers (Ernst Fritz Fürbringer) über außereuropäische Steuerparadiese. Annette ist rasch Feuer und Flamme, zumal sie glaubt, fern der Heimat nicht nur sicher vor dem Fiskus zu sein, sondern auch vor einem mit Interkontinentalraketen geführten Atomkrieg, der sich angesichts des Wettrüstens zwischen NATO und Warschauer Pakt abzuzeichnen scheint. Annette zögert nicht lange und plant die Auswanderung nach den Bermudas.
Franz möchte hingegen in seinem geliebten, mit attraktiven Damen und Fräulein gespickten München bleiben. Er versucht, Zeit zu schinden, doch Annette bleibt konsequent: Den nächsten Winter will sie nicht mehr in der Isarmetropole verbringen. Während Annette zu einem Kuraufenthalt am Tegernsee weilt, plant Franz den Abschied von den ihm wichtigsten seiner über 100 Frauenbekanntschaften der vergangenen 20 Jahre. Jede soll ein kleines Präsent und ein Portraitfoto von ihm erhalten. Dumm nur, dass er sein Notizbuch mit den Kontaktdaten im Schreibtisch vergessen hat, der sich wiederum in einem vom Zoll (Gerhard Polt) bereits verplombten Überseecontainer befindet. Monaco bittet Manfred Kopfeck um Hilfe, der als Polizist die einschlägigen Adressen schlicht auf dem „kleinen Dienstweg“ per Telefon beim Einwohnermeldeamt erfragt. Während die Abreise immer näher rückt, quält Franz bereits ein vorweg genommenes Heimweh. Weil die Zahl seiner Affären beträchtlich ist, muss er die Verabschiedungen planvoll angehen.
So kommt es auch zu einem Treffen mit Elli, der Monaco schon mal häufige Heimatbesuche andeutet. Zu diesem Zweck vermietet er Manni die Sechs-Zimmer-Wohnung seiner Frau für lächerlich geringe 800 DM (was laut Annettes späterer Einschätzung kaum die Nebenkosten deckt). Dafür behält Franz dann dort ein freies Zimmer. Diese Absprache storniert Annette, kaum dass sie aus der Kur zurück ist. Bei rund 200 Miet- und Kaufinteressenten kann sie deutlich bessere Konditionen verlangen. Während Manni in seiner deutlich kleineren, aber mit 680 Mark Miete recht günstigen Wohnung bleibt, verkauft Annette ihr Münchner 180-m²-Domizil binnen eines Tages für die von ihr veranschlagten 750.000 Mark, ohne über den Preis noch mal verhandeln zu müssen.
Nach einem wehmütigen Abschied von Olga, Irmgard und Manni wartet Annette am Flughafen vergeblich auf ihren Mann. Sie besteigt das Flugzeug und hofft, dass er vielleicht vor ihr eingestiegen sei. Stattdessen schaut Monaco von einem Hügel dem startenden Flugzeug nach – er kann sein geliebtes München einfach nicht verlassen.

### Abgestürzt
Annette ist inzwischen seit einem halben Jahr auf den Bermudas. Monaco Franze hat sich bei Manni Kopfeck einquartiert, verfällt aber zunehmend dem Alkohol und vernachlässigt sein Äußeres. Ihn quält die Sehnsucht nach seinem Spatzl, mit deren Porträtfoto er sich schon beim Frühstück unterhält. Er gelobt sich und Annettes Fotografie Besserung: Kein Alkohol mehr, keine fremden Frauen, Ausgehen nur noch zum Einkaufen. In Ermanglung Annettes wird nun Manni zum Ersatzobjekt, das Monaco bemuttert, bekocht und zu kontrollieren versucht. Kaum verwunderlich, dass sich der Freund bald eingeengt fühlt.
Monacos gute Vorsätze geraten ins Wanken, als ihn im Supermarkt die attraktive Ulla Eichinger (Gertraud Jesserer) anflirtet. Deren Einladung zum Abendessen schlägt er zunächst tapfer aus, überlegt es sich aber anders, als ihn der von Monacos überambitionierten, doch zweifelhaften Kochkünsten enttäuschte Manni zu Hause zurücklässt und alleine in die Wirtschaft geht. Auf dem Weg zu Ulla vergisst Monaco allerdings, den Herd auszuschalten und verursacht damit einen Wohnungsbrand mit 80.000 DM Schaden. Bevor ihn der unter Schock stehende Manni rauswerfen kann, zieht Monaco selbst die Konsequenzen und verabschiedet sich in die Obdachlosigkeit. 
Von Manni informiert, kehrt Annette nach München zurück und begibt sich auf die Suche nach ihrem verschollenen Gatten. Der einstigen Angestellten Olga gesteht Annette, dass sie, trotz eigener Villa, das Leben auf den Bermudas öde findet und darüber begonnen hat, viel zu oft das eine oder andere „Gläschen“ zu leeren. Mannis und Annettes Nachforschungen ergeben, dass Monaco übergangsweise bei Fräulein Ulla untergekommen war. Auch dort flog er hinaus, nachdem er im Suff 18.000 Mark Schaden durch fortgesetzte Nachlässigkeiten und nicht bezahlte Dienstleistungen verursacht hatte. Von der ehemaligen Haushälterin Irmgard, bei der Monaco eine Zeit lang sonntags zu Mittag aß, erfährt Annette, dass dessen Pension in Folge missglückter Optionsscheingeschäfte gepfändet worden ist. Von knapp 4000 Mark monatlich ist Monaco nur noch ein Existenzminimum von 600 bis 700 Mark geblieben. Seine Schulden muss er 35 Jahre lang abtragen, also bis ins Greisenalter.
Die weitere Suche führt Annette durch verschiedene zweit- bis drittklassige Spelunken, in denen sie Monacos Getränkedeckel bezahlen „darf“. Nach durchwachter Nacht, bei einer Flasche Whisky, wird sie in einem Frühlokal am Viktualienmarkt endlich fündig: Monaco kehrt dort mit zwei windigen Begleitern ein (einem ehemaligen Großfinanzier und einem Ex-Anwalt), die ihn zu einem Bankraub verleiten wollen. Die Eheleute fallen einander beseelt in die Arme. Gemeinsam erleben sie den Sonnenaufgang auf einer Bank in den Hofgartenarkaden. Dort macht Annette ihren Franz darauf aufmerksam, dass der heranbrechende Tag beider 20. Hochzeitstag ist. Daraufhin meint Franz, dass er und Annette „jetzt eigentlich aus dem Gröbsten raus“ seien. Spatzl entgegnet: „Jetzt kann's nur noch besser werden.“ Worauf Franz das Schlusswort der Serie liefert: „Genau. Jetzt wird wahrscheinlich alles ganz wunderbar.“

## Hintergrund

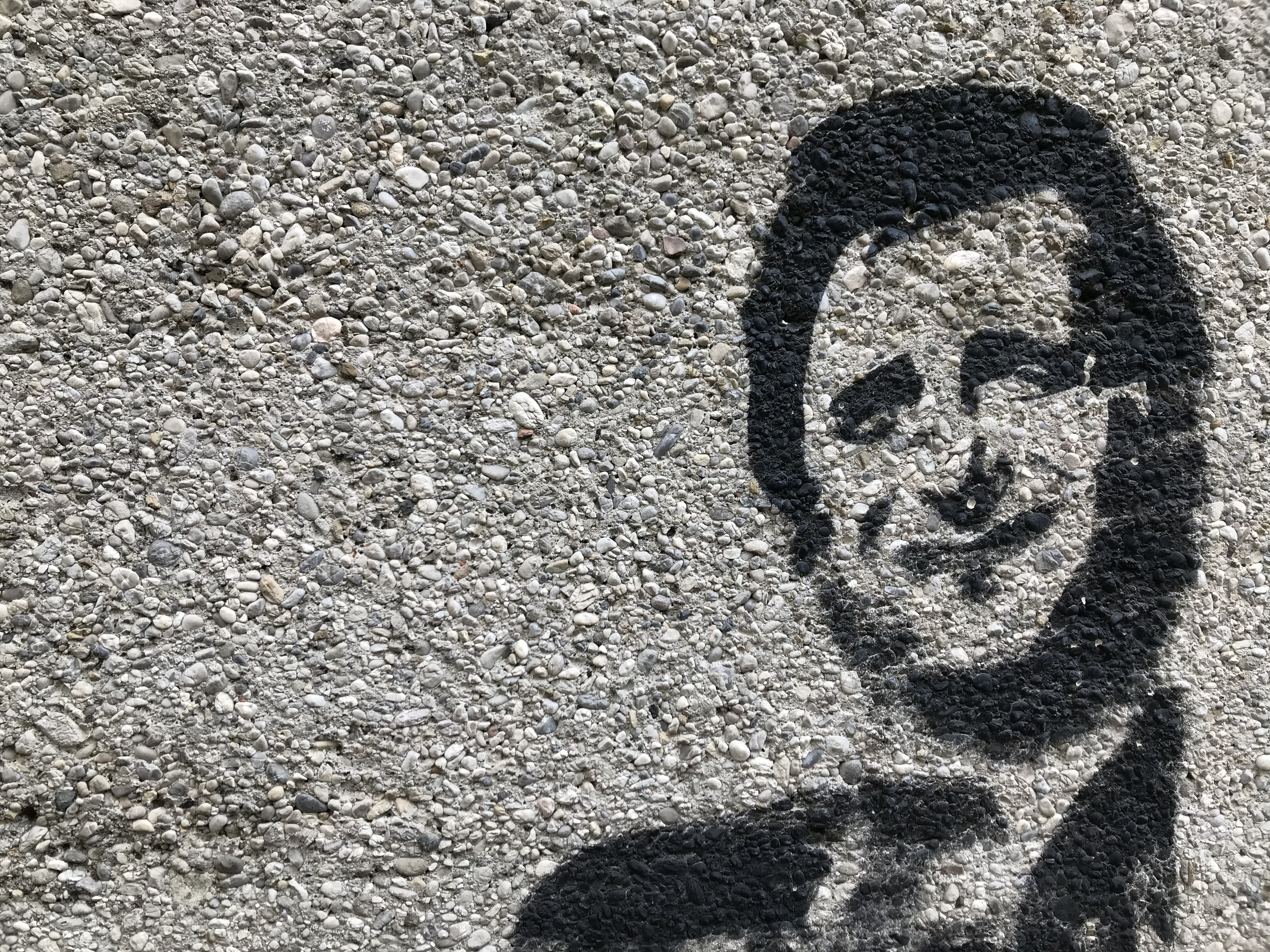
Helmut Fischer in seiner Rolle als Monaco Franze – Graffiti an einer Wand in München (2021)

Die vom Bayerischen Rundfunk produzierte Serie wurde 1983 bundesweit in allen ARD-Programmen ausgestrahlt. Aufgrund ihrer enormen Popularität wurde sie mehrfach wiederholt. Ursprünglich für das Vorabendprogramm geplant, wurde Monaco Franze – Der ewige Stenz später auch im Abendprogramm zur besten Sendezeit gezeigt.
1983 erhielten die beiden Hauptdarsteller Helmut Fischer und Ruth Maria Kubitschek sowie der Autor und Regisseur Helmut Dietl für die Serie den Goldenen Gong.
Für Helmut Fischer war die Rolle des Monaco Franze der Durchbruch zum Star. Er wurde „über Nacht populär“. Die Figur wird als seine „Paraderolle“ angesehen, ihre Charaktereigenschaften prägten auch weitere seiner Rollen. Die Figur des Monaco Franze weist in ihrer Herkunft Parallelen zur Lebensgeschichte Helmut Fischers auf, allerdings betonte Fischer zeitlebens, dass es zahlreiche Charaktereigenschaften gebe, in denen er sich stark von seiner Rolle unterschied.
Die Serie entwickelt die Rolle eines Münchner Kriminalkommissars weiter, die Fischer bereits seit 1972 im Tatort aus München gespielt und die er noch bis 1987 innehatte; sein Vorgesetzter wurde in beiden Fällen von Gustl Bayrhammer gespielt.
Einige Charaktere, die Helmut Fischer in späteren Rollen verkörperte, beruhten auf dem Monaco Franze, so etwa in den Serien Unsere schönsten Jahre und Die Hausmeisterin. Auch in der Episode Lästige Zeiten des Films Starke Zeiten wird darauf verwiesen. Fischer spielte sich darin 1988 in der Rolle des als Monaco Franze bekannt gewordenen Schauspielers selbst.
Für den Typus des Stenz bezieht sich Monaco Franze auf das vom Volkssänger Alois Hönle komponierte Couplet Der Stolz von der Au. Helmut Dietl, der Hauptregisseur der Serie, definierte den Stenz folgendermaßen:

„Von etwas windiger Eleganz, der jeweils herrschenden Mode immer einen Schritt vorausstolzierend, hat der Stenz die Pflege seines Haupthaares sowie die Pflege seiner Schuhe (von denen er unzählige besitzt) zu kultischen Handlungen entwickelt.
Er legt Wert auf Umgangsformen bzw. auf das, was er dafür hält, und schafft es, das oberste Ausstrahlungsziel dabei nicht aus den Augen zu verlieren: immer cool und lässig zu sein. Seine Sprache ist cool und lässig, die Art, wie er ein Glas, eine Zeitung oder eine Sonnenbrille hält, ist cool und lässig.“

Der Titel der ersten Folge ist gleichzeitig das Motto des Monaco Franze: Ein bisserl was geht immer. Der Ausspruch ist mittlerweile in den allgemeinen Sprachgebrauch übergegangen.
Die Musik zur Serie stammt von den Komponisten Dario Farina und Gian Piero Reverberi. An den Drehbüchern für die einzelnen Episoden der Serie waren Patrick Süskind, Helmut Dietl und Franz Geiger beteiligt. Die Drehbücher von acht der zehn Episoden erarbeiteten Süskind und Dietl zusammen. Die Regie führte in diesen Folgen Helmut Dietl alleine. Geiger war alleiniger Autor und Regisseur der beiden Folgen Der Friedensengel und Mehr seelisch, verstehn’s?. Franz Geiger hat in der Serie mehrere Cameo-Auftritte als Kriminaldirektor, Patrick Süskind ist ebenfalls in einer Episode kurz zu sehen.
Einen weiteren Auftritt in der Rolle des Monaco Franze hatte Helmut Fischer 1987 mit dem Schlager „Spatzl, schau wie i schau“, komponiert von Claus Redl.
Der Antiquitätenladen, den Monacos Frau Annette von Soettingen betreibt, befindet sich in der Fürstenstraße 10 im Stadtteil Maxvorstadt. Der Laden, der auch in der Realität ein Antiquitätengeschäft ist, diente als Drehort für die Serie. Dort werden auch heute noch historische Möbel verkauft. Die Wohnung von Franz Münchinger und seinem „Spatzl“ befindet sich in der Agnesstraße 16 im Stadtteil Schwabing.

## DVD- und Blu-ray-Veröffentlichung
Am 15. Januar 2004 erschien die Serie als Box-Set mit drei DVDs. Darin enthalten sind ein Interview mit Helmut Dietl und ein Booklet mit Hintergrundinformationen.
Im Dezember 2015 erschien die Serie schließlich in digital überarbeiteter Form mit verbessertem Ton und Bild im Blu-Ray-Format auf zwei Disks.

## Gastauftritte
Eine ganze Reihe bekannter Schauspieler hatte in der Serie einen Gastauftritt:
- Christian Anders (Ledermantelträger in Detektei und Aschermittwochsmesse, in „Herr der sieben Meere“)
- Herb Andress (Mirko)
- Johanna Baumann (Verkäuferin im Delikatessenladen)
- Ulrich Beiger (Portier in „Ein bissel was geht immer“)
- Toni Berger (Fred, Wirt im Stehausschank)
- Hans Brenner (Ratzinger, Boxmanager)
- Hans Jürgen Diedrich (Dr. Hrubesch)
- Christine Zierl (Dolly) (im Abspann aufgeführt als Dolly Dollar)
- Gundi Ellert (Rosi)
- Epaminondas Sdoukos (Waschsalonbesitzer) (im Abspann: Sdoukos Epaminondas)
- Kristina van Eyck (Ellen Braun, Frau des Staatssekretärs)
- Veronika Faber (Fräulein Ingeborg)
- Karin Frey (Angestellte im Buchladen)
- Enzi Fuchs (Frau Gralhuber, Wahrsagerin)
- Ernst Fritz Fürbringer (Dr. Völckers vom „Verein zur Pflege der Ideale des Abendlandes“)
- Fryderyk Gabowicz (Hotelpage)
- Franz Geiger (Kriminaldirektor)
- Margit Geissler (Wirtin im „Café Reitschule“)
- Josef Glas (Gaffender Passant)
- Wolf Goldan (Loisl, Masseur in der Schönheitsfarm am Tegernsee)
- Thomas Gottschalk (Ricky, Türsteher in einer Disco)
- Joachim Hackethal (Bruder Stefan im Kloster „Maria Stein“)
- Willy Harlander (Herr Loeb, Gemüsehändler)
- Anja Hauptmann (Frau Schoenferber)
- Carlamaria Heim (Frau Faltermayer)
- Carlheinz Heitmann (Wiggerl)
- Gaby Herbst (Trudl)
- Jörg Hube (Herr Röhrl, Tankstellenbesitzer)
- Gertraud Jesserer (Ulla Eichinger)
- Wilfried Klaus (Herr Wiesbeck, Steuerprüfer)
- Erich Kleiber (Schot, Kriminalkommissar)
- Hansi Kraus (Gast im Restaurant)
- Cleo Kretschmer (Waltraud, Ellis Freundin)
- Thomas Kylau (Schankwirt)
- Harald Leipnitz (Porschefahrer)
- Kathi Leitner (Anneliese)
- Wolfried Lier (Fred) (im Abspann: Wolfgang Lier)
- Walo Lüönd (Hubert Mitteregger)
- Georg Maier (Herr Nadoschdoff) (im Abspann: Georg Meier)
- Georg Marischka (Hans Boettner-Salm, Musikkritiker)
- Michaela May (Lilly)
- Thekla Mayhoff (Sekretärin von Kriminaldirektor Dr. Göberl)
- Hans-Reinhard Müller (Professor Schneider)
- Renate Muhri
- Barbara Nielsen (Assistentin von Professor Felix Hallerstein)
- Olivia Pascal (Jacqueline)
- Ulli Philipp (Brigitte Mueller-Atchinson, Englisch-Dozentin)
- Gerhard Polt (Zollbeamter)
- Götz Olaf Rausch (Herr Ticker, Leiter des Sprachlabors)
- Sepp Schauer (Kripobeamter)
- Werner Schulze-Erdel (Kirchgänger / Klient)
- Martin Sperr (Loisl, Friseur)
- Hans Stadlbauer (Streifenpolizist)
- Uli Steigberg (Gast im Stehausschank)
- Sigfrit Steiner (Abt des Klosters „Maria Stein“)
- Franziska Stömmer (Angestellte im Kostümverleih)
- Fritz Straßner (Herr Kugler, Wirt im „Donnersberger Hof“)
- Stefanie Tücking (Schülerin)
- Sylvia Ulrich (Fräulein Bruckner, Angestellte im Reisebüro)
- Rudolf Wessely (Beamter der Pensionskasse)
- Gerhard Zemann (Gustl Wienhold)
- Hilde Ziegler (Carola Mitteregger)

Neben Franz Geiger ist mit Patrick Süskind ein weiterer Autor der Serie in einem kurzen Cameo-Auftritt zu sehen.